# Doto caballa
Doto caballa is een slakkensoort uit de familie van de Dotidae. De wetenschappelijke naam van de soort is voor het eerst geldig gepubliceerd in 2010 door Ortea, Moro & Bacallado.